# Tennis-Club SCC

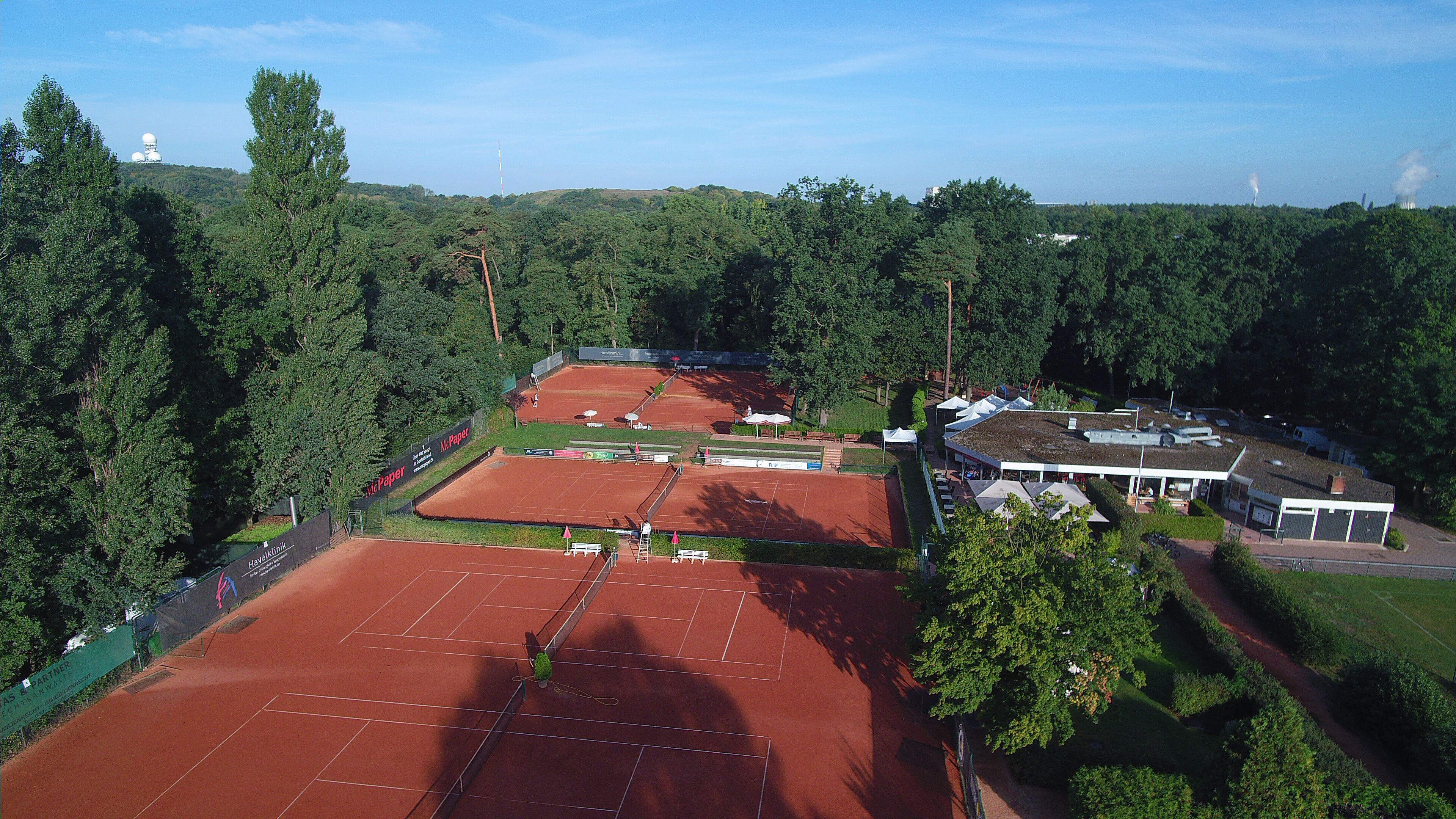
Tennis-Club SCC Anlage von oben

Der Tennis-Club SCC e.V. ist ein deutscher Tennisverein im Bezirk Berlin Charlottenburg-Wilmersdorf, dessen Anlage sich seit 1929 in Berlin-Eichkamp befindet.
Den 1500 Mitgliedern (Stand 1. Januar 2021) stehen insgesamt 14 Sand-Freiluftplätze, drei Teppichhallen-Tennisplätze (im Winter zusätzlich weitere vier Traglufthallenplätze) sowie ein Beachtennisplatz zur Verfügung. Den Mittelpunkt des Clubs bildet der etwa 500 Zuschauer fassende Center Court und das 1972 errichtete und 1992 sanierte Clubhaus.

## Geschichte
Der Tennis-Club SCC entstand als Abteilung des Sport-Club Charlottenburg e.V. nach der Vereinigung des SC Westen 05 mit dem Charlottenburger SC 02 bereits im Jahre 1911.
1912 wurde die Abteilung Mitglied des Berliner Tennis-Verbandes und des Deutschen Tennis Bundes (DTB) und nahm ab 1913 an den Verbandsspielen teil. 1929 zog die Tennisabteilung von der Wexstraße an den bis heute gebliebenen Standort in der Waldschulallee 45, 14055 Berlin-Charlottenburg. Nach dem Ende des Zweiten Weltkriegs wurde der SCC zunächst aufgelöst und 1946 als kommunale Sportgruppe Eichkamp wieder zugelassen. Am 10. Oktober 1949 bekam der Verein schließlich wieder seinen alten und heutigen Namen zurück.
Der Bundespräsident Theodor Heuss verlieh dem SCC in Würdigung seiner hervorragenden Leistungen in mehr als 60 Jahren 1963 das Silberne Lorbeerblatt, überreicht vom Präsidenten des Deutschen Sportbundes Willi Daume. Am 24. April 1968 wurde der Tennis-Club SCC als eingetragener Verein eigenständig und verwaltet sich seitdem vollständig selbst.

## Tennis und Erfolge
In der jüngeren Vereinsgeschichte war der Tennis-Club SCC e.V. besonders mit seinen Seniorenteams erfolgreich. So wurden die Herren 30 unter anderem mit dem Tennis-Weltranglistenspieler Magnus Larsson (ehemalige ATP-Position 10) im Jahr 2005 Deutscher Meister.
Im Jahr 2019 gelang diese Deutsche Meisterschaft auch den Herren 40 mit den ehemaligen Weltranglistenspielern Nicolas Kiefer (ehemalige ATP-Position 4), Björn Phau, Thomas Enqvist (ehemalige ATP-Position 4), Arnaud Clément (ehemalige ATP-Position 10) und Magnus Larsson.
Die 1. Damen spielen im Jahr 2020 erstmals in der 2. Bundesliga, die 1. Herren spielen seit vielen Jahren in der dritthöchsten Deutschen Liga, der Regionalliga Nord-Ost.
Besonders erfolgreich ist der Tennis-Club SCC in der Jugendförderung. In den vergangenen zehn Jahren wurde der Verein fünfmal erfolgreichster Verein in der Region Berlin-Brandenburg und 2006 mit dem Stern des Sports ausgezeichnet.
Im Jahr 2018 wurde der aus der eigenen Jugend stammende Spieler Benito Jaron Sanchez Martinez Deutscher Meister bei den Jugendlichen U16.